# Didier Méda
Didier Jean Méda (ur. 8 października 1963 w Thonon-les-Bains, zm. 31 października 1999 w Évian-les-Bains) – francuski narciarz, specjalista narciarstwa dowolnego. Jego największym sukcesem jest srebrny medal w skokach akrobatycznych wywalczony na mistrzostwach świata w Oberjoch. Zajął drugie miejsce w skokach akrobatycznych na igrzyskach olimpijskich w Calgary oraz trzecie na igrzyskach w Albertville, jednak medali nie otrzymał, bowiem narciarstwo dowolne było wtedy jedynie dyscypliną pokazową.
Najlepsze wyniki w Pucharze Świata osiągnął w sezonie 1990/1991, kiedy to zajął 9. miejsce w klasyfikacji generalnej, a w klasyfikacji skoków akrobatycznych był drugi. W sezonach 1986/1987 oraz 1988/1989 był trzeci w klasyfikacji skoków akrobatycznych.
W 1992 r. zakończył karierę.

## Osiągnięcia

### Mistrzostwa świata
| Miejsce | Dzień     | Rok  | Miejscowość | Konkurencja        | Zwycięzca        |
| ------- | --------- | ---- | ----------- | ------------------ | ---------------- |
| 4.      | 4 lutego  | 1986 | Tignes      | Skoki akrobatyczne | Lloyd Langlois   |
| 2.      | 5 marca   | 1989 | Oberjoch    | Skoki akrobatyczne | Lloyd Langlois   |
| 7.      | 17 lutego | 1991 | Lake Placid | Skoki akrobatyczne | Philippe LaRoche |

#### Miejsca w klasyfikacji generalnej
- sezon 1983/1984: 43.
- sezon 1984/1985: 17.
- sezon 1985/1986: 20.
- sezon 1986/1987: 13.
- sezon 1987/1988: 26.
- sezon 1988/1989: 14.
- sezon 1989/1990: 18.
- sezon 1990/1991: 9.
- sezon 1991/1992: 15.

#### Miejsca na podium
1. Tignes – 13 grudnia 1984 (Skoki akrobatyczne) – 3. miejsce
2. Breckenridge – 27 stycznia 1985 (Skoki akrobatyczne) – 3. miejsce
3. Mont Gabriel – 12 stycznia 1986 (Skoki akrobatyczne) – 3. miejsce
4. Lake Placid – 18 stycznia 1986 (Skoki akrobatyczne) – 3. miejsce
5. Tignes – 11 grudnia 1986 (Skoki akrobatyczne) – 1. miejsce
6. Mont Gabriel – 11 stycznia 1987 (Skoki akrobatyczne) – 2. miejsce
7. Lake Placid – 17 stycznia 1987 (Skoki akrobatyczne) – 3. miejsce
8. Breckenridge – 24 stycznia 1987 (Skoki akrobatyczne) – 3. miejsce
9. Tignes – 13 grudnia 1987 (Skoki akrobatyczne) – 2. miejsce
10. La Plagne – 19 grudnia 1987 (Skoki akrobatyczne) – 3. miejsce
11. Mont Gabriel – 10 stycznia 1988 (Skoki akrobatyczne) – 2. miejsce
12. Breckenridge – 29 stycznia 1989 (Skoki akrobatyczne) – 2. miejsce
13. La Clusaz – 11 lutego 1989 (Skoki akrobatyczne) – 3. miejsce
14. Voss – 12 marca 1989 (Skoki akrobatyczne) – 1. miejsce
15. Åre – 18 marca 1989 (Skoki akrobatyczne) – 3. miejsce
16. Inawashiro – 11 lutego 1990 (Skoki akrobatyczne) – 3. miejsce
17. La Clusaz – 21 lutego 1991 (Skoki akrobatyczne) – 1. miejsce
18. Oberjoch – 3 marca 1991 (Skoki akrobatyczne) – 1. miejsce
19. Voss – 10 marca 1991 (Skoki akrobatyczne) – 1. miejsce
20. Pyhätunturi – 17 marca 1991 (Skoki akrobatyczne) – 1. miejsce
21. Piancavallo – 15 grudnia 1991 (Skoki akrobatyczne) – 2. miejsce
22. Breckenridge – 19 stycznia 1992 (Skoki akrobatyczne) – 2. miejsce
23. Inawashiro – 1 marca 1992 (Skoki akrobatyczne) – 2. miejsce
24. Madarao – 8 marca 1992 (Skoki akrobatyczne) – 1. miejsce

- W sumie 7 zwycięstw, 7 drugich i 10 trzecich miejsc.